# Marvel Studios
Pour les articles homonymes, voir Marvel (homonymie).
Marvel Studios est une société de production cinématographique américaine en prises de vue réelles et en animation assurant les adaptations cinématographiques des productions de Marvel Entertainment, essentiellement issues des Marvel Comics.
Depuis le rachat de Marvel Entertainment par la Walt Disney Company fin 2009, le studio est rattaché au Walt Disney Motion Pictures Group mais jouit de la même liberté artistique que Pixar.
Dans les années 1990 et 2000, les studios Marvel étaient situés au 1600 Rosecrans Avenue à Manhattan Beach en Californie, au sein du complexe Manhattan Beach Studios géré par Raleigh Studios. Depuis le rachat par Disney, le siège social est celui de la Walt Disney Company dans les Walt Disney Studios de Burbank.
À partir de 2008 et de la création de l'Univers cinématographique Marvel sous la direction de Kevin Feige, les productions Marvel Studios autour des super-héros issus des comics, avec des films exclusivement consacrés aux personnages (Iron Man, Captain America, Thor, Docteur Strange, Spider-Man, Gardiens de la Galaxie, Ant-Man, Hulk, Black Panther, Captain Marvel, Avengers) rencontrent un important succès international et battent même des records en termes de spectateurs dans le monde. De plus, le lancement de Disney+ en 2020, permet à l'entreprise de croiser les contenus entre le cinéma et le streaming.

## Historique

### 1985-1996: Prémices et Marvel Films
En 1985, Marvel ouvre une enchère pour les droits d'adaptation de Spider-Man, mais seul Menahem Golan propriétaire du studio Cannon Group enchérit pour 225 000 USD, à condition de lancer la production avant avril 1990. En 1986, les droits des Quatre Fantastiques sont vendus à Constantin Film qui sera contraint de faire un film pour conserver les droits, Les Quatre Fantastiques (1994).
La société Cannon est en difficulté financière, tandis que Menahem Golan fonde un studio nommé 21st Century Film Corp, son associé Yoram Globus reste à la tête de Cannon qui est absorbé par Pathé Communications alors dirigé par Giancarlo Parretti. En Décembre 1989, Parretti et Globus transfèrent les droits de Spider-Man à 21st Century Film Corp, accord confirmé en juillet 1990 par Marvel qui repousse la production à janvier 1992. MGM qui a récupéré les droits de 21st Century après sa faillite contestera ce transfert initié par Parretti. 21st Century vend en 1989 les droits de distribution télévisuelle à Viacom et ceux vidéo à RCA/Columbia, coentreprise entre RCA et Columbia Pictures, vendue en septembre par Coca-Cola à Sony. En 1989, la Fox commande un épisode pilote d'une série sur les X-Men pour sa future chaîne de télévision Fox Children's Network. La série se concrétise à la suite du succès d'une nouvelle publication en 1991 et des jouets dérivés vendus par ToyBiz avec une première diffusion le 31 octobre 1992. La série X-Men permet à la chaîne de la Fox d'égaler les autres chaînes pour enfants.
En 1993, Marvel, 21st Century et Carolco forment un accord pour produire un film sur Spider-Man avant 1996 avec l'intention de prendre James Cameron comme réalisateur. Cameron propose un scénario long et ambitieux qui met en scène L'Homme-sable et Electro.
En décembre 1993, Variety établit la liste suivante des futurs projets de Marvel :
- Spiderman dirigé par James Cameron pour Carolco.
- Black Panther par Columbia Pictures avec Wesley Snipes.
- Elektra Assassin réalisé par Oliver Stone.
- Ghost Rider avec deux projets produit par des studios différents.
- Luke Cage produit par Edward R. Pressman.
- Dr. Strange réalisé par Wes Craven pour Savoy Pictures (studio fermé en 1995 et société vendue en 1997 à HSN).
- Incredible Hulk produit par Universal qui détient les droits depuis la série télévisée sur CBS.
- Quatre Fantastiques produit par Neue Constantin.
- Blade avec LL Cool J.
- la série Daredevil coproduite par Lorimar et Fox.

Le 13 mai 1993, Avi Arad fonde Marvel Films dont il assure la direction jusqu'en Décembre 1998. En juillet 1993, Arad signe un contrat avec la 20th Century Fox pour produire des films sur les X-Men.
Pour les droits de Spider-Man, plusieurs procès sont lancés. Golan au travers de 21st Century réclame dès 1993 que son nom apparaisse dans le générique comme producteur du futur film de Carolco, puis Carolco intente des procès contre Sony et Viacom qui lancent, eux aussi, des contre-procès. En 1994, MGM entame un procès, mais la période est difficile avec les soucis judiciaires de l'affaire du Crédit lyonnais mêlant Giancarlo Parretti, Pathé Communications, MGM/UA et Kirk Kerkorian, la banqueroute de Marvel ne simplifiant rien. En 1996, MGM achète une partie de la société Carolco qui a fait faillite en 1995 et réclame les droits sur Spider-Man.

### 1996-2008: Marvel Studios et les nombreuses licences
En Décembre 1996, Perelman vend sa société New World Communications à News Corporation de Rupert Murdoch pour 2,48 milliards d'USD et Marvel demande l'accord de la SEC pour fonder Marvel Studios, un studio en interne. En Janvier 1997, en raison de la vente du studio New World par MacAndrews & Forbes Holdings à News Corporation/20th Century Fox, Marvel crée Marvel Studios, une société reprenant les activités de Marvel Films dans l'espoir de générer des revenus de films. Mais la plupart des personnages sont déjà détenus par des sociétés sous contrat depuis 10 ans dont 20th Century Fox, Universal, New Line et Dreamworks S.K.G. mais ils expirent la plupart en 1998 et seul le tournage de Blade détenu par New Line doit démarrer avant l'expiration. Variety mentionne aussi les projets de Hulk, X-Men et Les Quatre Fantastiques.
Le 2 mars 1999, au bout de huit années de procès, Columbia Pictures et sa maison-mère Sony Pictures Entertainment obtiennent les droits de produire des films sur Spider-Man réclamés par MGM. Plusieurs procès avaient été initiés à la suite de la vente des droits par Marvel à trois sociétés indépendantes dans les années 1980, l'une ayant licencié la production de la télévision et la vidéo à Viacom et Sony. La MGMP aurait de son côté hérité ou conclu un contrat les droits pour le cinéma de l'une des sociétés disparue entretemps. Marvel avait engagé un contre-procès réclamant des droits à MGM, mais Marvel et la MGM ont conclu un accord pour arrêter les poursuites tandis qu'en parallèle Sony concluait un contrat comprenant une avance de 10 à 15 millions d'USD pour produire un film Spiderman, une suite et des séries télévisées à condition que Toy Biz fabrique les jouets dérivés.
Le 16 mai 2000, Marvel signe un contrat avec le studio Artisan Entertainment pour adapter en films Captain America, Thor, Black Panther, Deadpool, Iron Fist, Morbius, Longshot, Power Pack, Mort the Dead Teenager et Antman.
Le 9 décembre 2003, Lionsgate rachète Artisan Entertainment pour 220 millions de dollars, récupérant plusieurs licences.
Le 9 décembre 2005, Morton Handel alors président de Marvel Entertainment indique que le studio a récupéré les droits de production sur Hulk et Iron Man . Les droits de production sur Hulk étaient détenus par Universal et ont été perdus en l'absence de nouveau projet de film depuis Hulk (2003) mais Universal conserve les droits de distribution. Forbes précise qu'Universal peut refuser la distribution de films centrés sur Hulk. Les droits sur Captain America et Thor ont été récupérés en 2006.
Le 9 décembre 2008, Marvel et Paramount annoncent un contrat pour que Paramount distribue les cinq prochains films de Marvel, Iron Man 2 (2010) et Iron Man 3 (2013), Thor (2011), Captain America (2011) et Avengers (2012). Le 9 décembre 2008, Marvel Studios annonce avoir signé un contrat avec la société Raleigh Studios et va déménager ses bureaux de Beverly Hills au sein du complexe de Manhattan Beach Studios, au plus près des plateaux de tournage de ses futures productions.

### 2008-2018: première saga du MCU, Disney gère les licences
Le 9 décembre 2009, David Maisel annonce son départ du poste de PDG du studio après le rachat par Disney.
Le 18 octobre 2010, Disney annonce payer 115 millions d'USD à Paramount Pictures pour reprendre les droits de commercialisation et de distribution de deux films Marvel, The Avengers (2012) et Iron Man 3 (2013), droits obtenus en 2013.
Le 26 juillet 2011, Marvel Studios annonce avoir récupéré les droits des franchises Blade et Punisher qui appartenaient à New Line Cinema et Lionsgate, sans toutefois annoncer la mise en chantier de nouveaux films. Le 10 novembre 2011, Disney rachète à Sony Pictures les droits des produits dérivés sur The Amazing Spider-Man.
Le 16 avril 2012, Disney et Marvel annoncent qu'Iron Man 3 sera coproduit avec la société chinoise DMG Entertainment. Le 16 août 2012, la Fox annonce que ne pouvant pas entamer la production d'un film sur Daredevil avant le 10 octobre 2012, la licence retourne à Marvel Studios et Disney. Le 19 septembre 2012, Marvel Studios annonce qu'il quittera les Manhattan Beach Studios au printemps 2013 pour rejoindre le Grand Central Creative Campus, zone regroupant plusieurs filiales de Disney.
Le 3 mai 2013, Kevin Feige annonce que Marvel récupère les licences de Daredevil, Ghost Rider, Punisher et Blade. Pour rappel, Sony détient la franchise cinématographique de Spider-Man et la 20th Century Fox celles des Quatre Fantastiques et des X-Men.
Le 20 juillet 2014, le Daily Express révèle que le gouvernement britannique a accordé 5,6 millions de £ à Disney en raison de la fiscalité révisée sur le cinéma pour le tournage de Avengers : L'Ère d'Ultron (2015). Le 28 octobre 2014, Marvel Studios dévoile la phase 3 de son univers cinématographique Marvel débutant en 2016 et comprenant neuf films jusqu'en 2019. Les recettes des précédentes phases du studio permettent d'envisager un total de 18 milliards pour l'intégralité des films.
Le 10 février 2015, Disney-Marvel et Sony Pictures sont parvenus à un accord pour intégrer Spider-Man à l'Univers cinématographique Marvel avec un film prévu en juillet 2017,,. Le héros peut ainsi apparaître dans l'univers mis en place.
Le 31 août 2015, à la suite d'une réorganisation, Marvel Studios dépend désormais de Walt Disney Studios alors que Marvel Comics et Marvel Television restent dans le giron de Marvel Entertainment,,. Kevin Feige est dès lors sous la direction du président des Walt Disney Studios Alan Horn et non plus sous celle du PDG de Marvel Entertainment Isaac Perlmutter.
En mai 2016, la barre des 10 milliards de dollars de recettes mondiales est franchie pour l'Univers cinématographique Marvel après huit ans et treize films. En 2019, le MCU est la franchise cinématographique ayant le plus rapporté de l'histoire du cinéma avec plus de 19 milliards de dollars de recettes en 10 ans, dépassant ainsi Harry Potter, Star Wars et James Bond. En comparaison, les films sous licence Marvel développés par d'autres studios (X-Men, 4 Fantastiques...) ont rapporté 11 milliards de dollars depuis 1998.
Le 9 décembre 2017, Robert Iger annonce la production des séries centrées sur Loki et Scarlet Witch qui seront disponibles exclusivement sur Disney+, un service de vidéo à la demande prévu en 2020,.

### Depuis 2019, retour des personnages détenus par la Fox et étendue aux séries télévisées
Le 13 janvier 2019, le journaliste Daniel Richtman rapporte que les films X-Men et Quatre Fantastiques développées par le studio 20th Century Fox s’arrêtent après la sortie de X-Men: Dark Phoenix, les projets en cours étant annulés et de nouvelles séries seront développées dans le cadre de l'univers cinématographique Marvel. Le 3 avril 2019, le film Captain Marvel passe la barre du milliard d'USD de recettes à l'international, septième de Marvel Studios et 18ᵉ pour Walt Disney Studios,,. Le 6 avril 2019, le gouvernement australien accorde 17,1 millions d'USD d'avantages fiscaux à Disney pour le tournage du film Shang-Chi and the Legend of the Ten Rings,.
Le 7 mai 2019, Walt Disney Studios annonce les dates de ses prochaines productions dont l'annulation de 4 films Marvel issus des droits détenus par la Fox comme Gambit et les X-Men,. Le 20 juillet 2019, Marvel annonce lors du Comic-Con une série Loki pour le 7 mai 2021 sur Disney+ narrant les histoires du personnage Loki après qu'il a récupéré le Tesseract dans Avengers: Endgame. Le 26 août 2019, lors du D23 2019 la production de trois séries est annoncée pour Disney+ en plus des quatre déjà en production centrées sur Miss Hulk, Miss Marvel et Moon Knight,.

#### Restructuration de Marvel Television
En Décembre 2019, Kevin Feige, alors président de Marvel Studios, est nommé Chief Creative Officer et obtient la supervision des créations de Marvel Television (séries télévisées) et Marvel Family Entertainment (séries d'animation), les deux studios revenant ainsi sous le contrôle direct de Marvel Studios.
À la suite de cela, le départ du président de Marvel Television, Jeph Loeb, est confirmé. Cette intégration remet en question l'existence de Marvel Television, Marvel Studios ayant déjà annoncé l'ouverture de sa propre branche télévisée en 2020 pour produire les séries à destination de Disney+.
En décembre 2019, Marvel Studios annonce officiellement la fermeture de Marvel Television. Les rares projets en cours de développement sont annulés et ceux en cours de production, comme la série Helstrom et l'univers télévisuel animé The Offenders sont transférés à la branche télévisée de Marvel Studios. Karim Zreik, le vice-président, est le seul membre de Marvel Television à conserver son poste pour superviser les séries récupérées.
En mai 2022, Marvel Studios a signé un contrat de licence de 20 ans avec Stan Lee Universe pour l'utilisation du nom et de l'image de Lee dans les futurs films, séries télévisées, parcs à thème et croisières Disney, diverses « expériences » et produits dérivés. Le contrat n'est pas censé permettre l'apparition de Lee recréé numériquement dans les projets futurs, mais l'accord permet plutôt à Marvel d'utiliser le nom, la voix, la ressemblance et la signature de Lee, ainsi que les images et le matériel d'archives existants. En juin 2023, les droits de distribution de L'Incroyable Hulk reviennent d'Universal à Marvel et Disney.
En octobre 2023, Marvel Studios prévoit d'embaucher des cadres spécialisés pour se concentrer sur ses efforts télévisuels, dans le cadre d'un plan plus large visant à changer son approche de ses séries télévisées liées au MCU. Richie Palmer, cadre de la production et du développement, sert en tant que cadre de la télévision en janvier 2024. En mai 2024, Marvel Studios révèle que ses séries Disney+ en live-action seront diffusées sous une nouvelle bannière Marvel Television, distincte de la précédente société du même nom, en commençant par Agatha All Along plus tard en 2024.

#### Marvel Studios Animation
En juin 2021, avant la première série animée produite par Marvel Studios, la vice-présidente exécutive de la production de films Victoria Alonso a indiqué que le studio créait une "branche d'animation et un mini-studio" pour se concentrer sur plus de contenu animé au-delà de What If.... Marvel Studios confie l'animation de ses séries animées à des studios d'animation tiers, bien que Brad Winderbaum ait indiqué que Marvel travaillerait avec les autres studios Disney Pixar et Walt Disney Animation Studios "dans les bonnes circonstances". En septembre 2021, Alonso est promu président de Physical, Post Production, VFX et Animation. En novembre 2021, Marvel Studios annonce la série animée X-Men '97 (2024-présent), un revival de X-Men (1992-1997) qui se déroule dans la continuité de cette série. La branche animation de Marvel Studios et "mini-studio" est connue sous le nom de Marvel Studios Animation. En avril 2022, Marvel Studios avait repris la production de la série animée préscolaire Spidey et ses amis extraordinaires, à partir de sa deuxième saison ; la première saison avait été produite sous la bannière Marvel Entertainment. Le nom et la bannière « Marvel Animation » étaient utilisés pour les projets de la division en mai 2024.

#### Licenciement de Victoria Alonso et relations avec les travailleurs des effets spéciaux

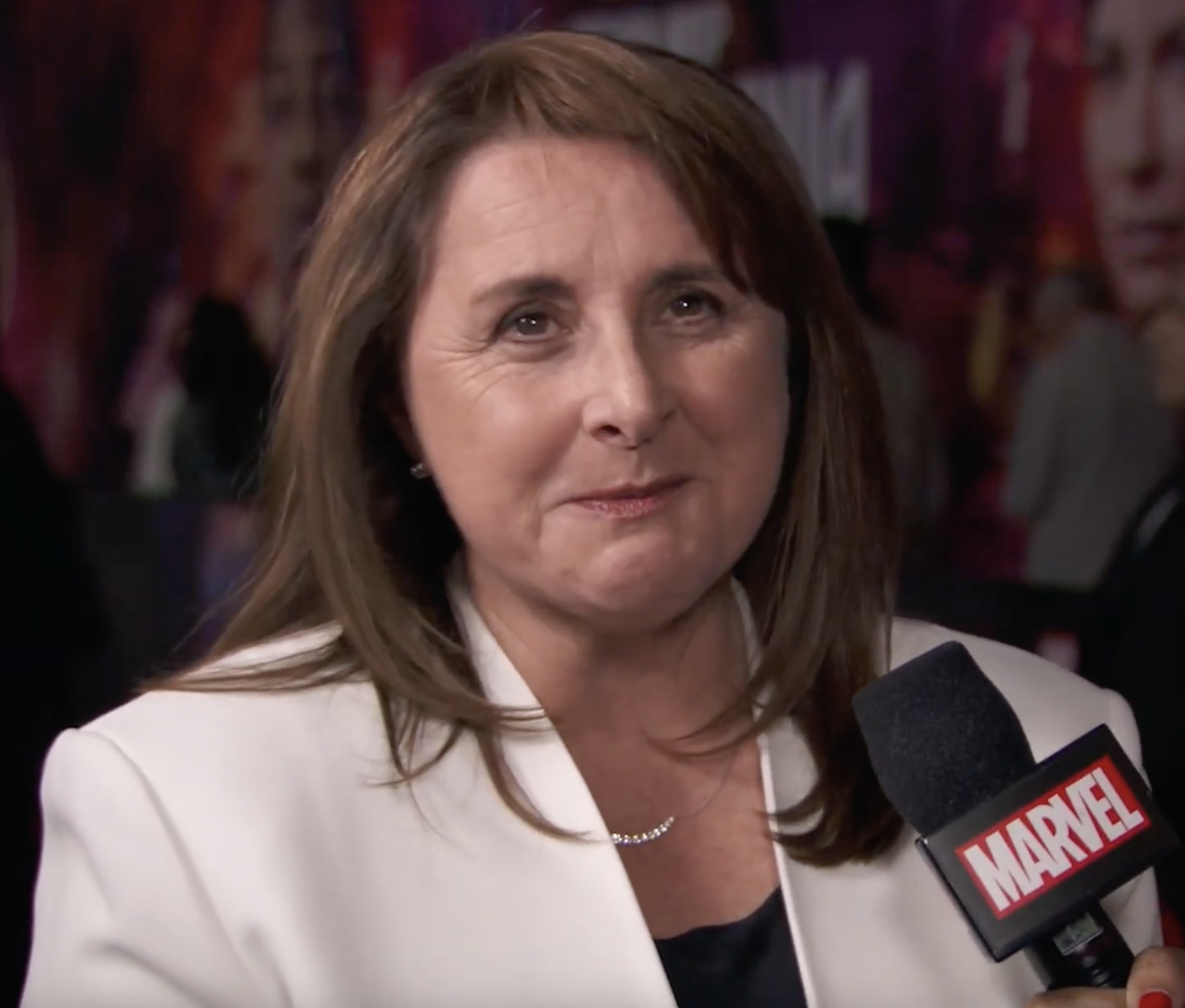
Victoria Alonso était la présidente de la physique et de la postproduction, des effets visuels et de l'animation jusqu'à son licenciement en 2023.

En mars 2023, Alonso a été renvoyée de son rôle chez Marvel Studios par un groupe comprenant le coprésident de Disney Entertainment Alan Bergman et les départements des ressources humaines et juridiques de Disney pour avoir servi de producteur sur le film Amazon Studios Argentine, 1985 (2022) ; il s'agissait d'une violation d'un accord de 2018 entre Alonso et Disney qui stipulait que les employés ne travailleraient pas pour un studio concurrent,. Alonso n'aurait pas demandé la permission de travailler sur le film, et Disney lui aurait demandé d'arrêter de travailler sur le film, ainsi que de ne pas en faire la promotion ou la publicité, la situation étant "jugée suffisamment grave" pour que Disney demande la signature d'un nouvel accord. Malgré cela, Alonso a continué à promouvoir le film après sa première en septembre 2022, et on lui a constamment rappelé son accord et sa rupture de contrat, ce qui a finalement conduit à son licenciement. Les avocats d'Alonso ont réfuté cette affirmation, déclarant que Disney était au courant du travail d'Alonso sur Argentine, 1985 et l'avait accepté, et qu'elle a été au contraire "réduite au silence [...]. et] a été licenciée lorsqu'elle a refusé de faire quelque chose qu'elle estimait répréhensible"; cet incident a été rapporté comme étant un désaccord avec un cadre de Disney sur la censure des éléments de la fierté homosexuelle dans Ant-Man et la Guêpe : Quantumania (2023) pour sortir le film au Koweït et se conformer aux ses lois restrictives anti-LGBTQ,. Un porte-parole de Disney a réitéré l'idée qu'elle avait été licenciée en raison d'une « rupture de contrat incontestable et d'une violation directe de la politique de l'entreprise », entre autres « facteurs clés ». Disney et Alonso ont conclu un accord de compensation de plusieurs millions de dollars en avril.
Au moment du licenciement d'Alonso, des critiques ont été émises par des travailleurs des effets visuels, qui s'étaient plaints des « calendriers de post-production exigeants » de Marvel. Alonso a été décrit par certains comme un « faiseur de rois »,, et « difficile de travailler avec », avec Chris Lee de Vulture rapportant qu'Alonso était « singulièrement responsable de l'environnement de travail toxique de Marvel » avec les travailleurs des VFX,. Alonso aurait pris des jours de congé pour produire Argentine, 1985 au lieu de ses engagements de post-production pour les différents projets du MCU, ce qui a entraîné la nécessité de retarder plusieurs projets en 2022 et 2023. Cependant, Alonso a également été décrite comme la « quintessence du professionnalisme » et du soutien sur le plateau, Joanna Robinson de The Ringer décrivant les rapports comme une « grossière erreur de caractérisation » et le contraire du travail d'Alonso,. Suite au licenciement d'Alonso, les fournisseurs d'effets visuels pour les différents projets du MCU travaillaient avec la productrice Jen Underdahl, la vice-présidente des effets visuels et de la stéréo,.
En août 2023, un groupe de 52 travailleurs des effets spéciaux des studios Marvel a déposé une requête auprès du National Labor Relations Board en vue d'une élection pour rejoindre le syndicat International Alliance of Theatrical Stage Employees (IATSE), le VFX Union. C'était la première fois que des travailleurs de l'industrie des effets visuels demandaient la reconnaissance d'un syndicat. Lee pensait que si ce groupe de travailleurs parvenait à obtenir la reconnaissance syndicale, il « constituerait une preuve de concept pour la viabilité globale d'une campagne de syndicalisation à l'échelle de l'industrie », en particulier dans les maisons de postproduction d'effets visuels. Tous les travailleurs qui ont participé au vote électoral qui s'est achevé début septembre ont voté à l'unanimité en faveur de la formation d'un syndicat avec l'IATSE, le syndicat étant alors prêt à entamer des négociations collectives avec Marvel, à partir d'une date non précisée. Un contrat syndical de quatre ans entre le studio et les travailleurs VFX a été ratifié en mai 2025, ce qui a fréquemment permis à Cael Liakos-Gilbert, data wrangler de Marvel VFX, de se joindre à l'équipe de l'IATSE. Cael Liakos-Gilbert a déclaré qu'il s'agissait d'une « victoire indispensable pour l'ensemble de l'industrie VFX ».

## Identité visuelle (logo)
À partir de la sortie de Spider-Man en 2002, Marvel Studios a présenté son logo flipbook, créé par Imaginary Forces. Ce logo fut au début de tous les films Marvel jusqu'en 2013, lorsque le logo a été mis à jour avec la sortie de Thor : Le Monde des ténèbres, logo également créé par Imaginary Forces. Le nouveau logo apparaît sur toutes les productions ultérieures du studio prévues dans l'Univers cinématographique Marvel. En juillet 2016, lors du Comic Con de San Diego, Kevin Feige dévoile la nouvelle identité visuelle du studio, un nouveau logo et une nouvelle fanfare, composée par Michael Giacchino sont présentés et utilisés pour l'ouverture des films à partir de Doctor Strange. À l'occasion des 10 ans de l'Univers cinématographique Marvel qui a commencé avec le film Iron Man en 2008, Marvel Studio dévoile un nouveau logo pendant la promotion du film Avengers: Infinity War.
Le studio officie également sous les noms Marvel Studios Animation depuis 2021 pour ses productions animées, et Marvel Studios Television depuis 2024 pour ses productions télévisées. Bien que simplement crédités Marvel Animation et Marvel Television à l'écran, ces deux noms sont des labels utilisé afin de les différencier des productions cinématographiques et n'ont donc aucun rapport avec les filiales Marvel Animation et Marvel Television.

Logo de Marvel Films de 1993 à 1996
Logo de Marvel Studios de 1996 à 2002
Logo de Marvel Studios de 2002 à 2013
Logo de Marvel Studios de 2013 à 2016
Logo de Marvel Studios depuis 2016
Logo de Marvel Studios pour les 10 ans en 2018
Logo de Marvel Studios Animation depuis 2024
Logo de Marvel Studios Television depuis 2024

## Productions
En 2008 débute l'univers cinématographique Marvel avec la Saga de l'Infini qui se compose de trois phases, composée de vingt-trois films.
Le début d'une nouvelle saga, la Saga du Multivers débute en 2021 avec la phase 4. Il est prévu qu'elle s'étende jusqu'à la phase 6 en 2027.

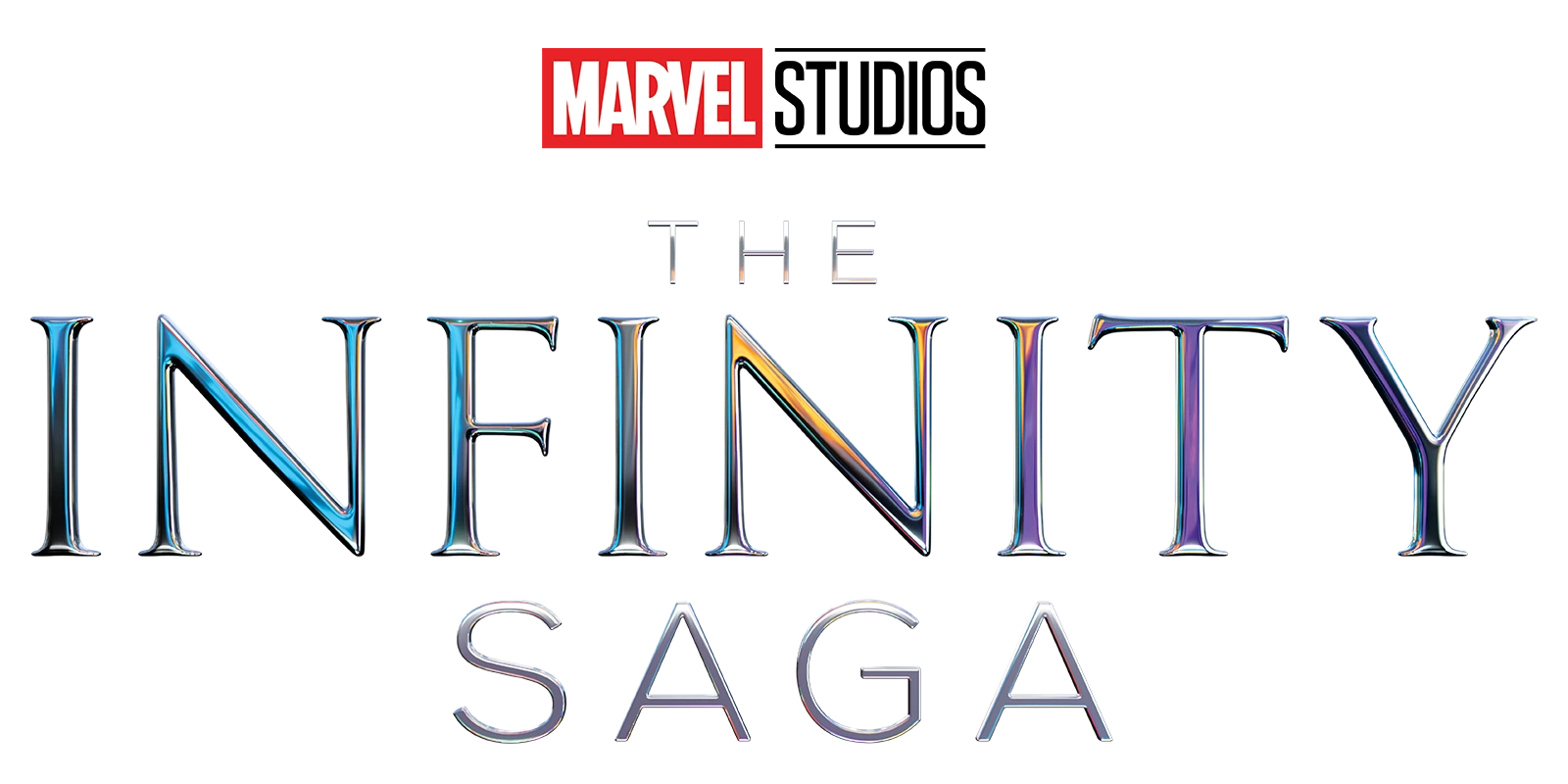
Logo de la saga de l'Infini de 2008 à 2019
Logo de la saga du Multivers depuis 2021

## Coproductions

### Historique
Le 9 décembre 2013, Disney et Netflix annoncent un partenariat pour quatre séries télévisées et une mini-série produites par Marvel Television. Le 26 février 2014, il est annoncé que pour produire dans la région de New York les séries destinées à Netflix, Marvel Television et ABC Studios disposeront d'un budget de 200 millions d'USD sur trois ans. Les quatre séries et la mini-série totaliseront 60 épisodes et seront basées sur les Defenders, un groupe composé de Daredevil, Jessica Jones, Luke Cage et Iron Fist.
En octobre 2019, le studio intègre la filiale Marvel Television avant de la fermer en décembre 2019. En conséquence, les projets en cours de développements furent annulés et les séries en cours de productions furent transférés à la branche télévisée de Marvel Studios. Ces séries sont néanmoins diffusées sous le nom de Marvel Television, utilisé comme label, n'étant pas produite par les équipes de Marvel Studios.

### Studios partenaires
| 1998 - 2004        | Cinéma                                     | New Line Cinema             |  |  |  |  |  |  |  |  |  |  |  |  |  |  |  |  |  |
| 2000 - 2020        | Cinéma                                     | 20th Century Fox            |  |  |  |  |  |  |  |  |  |  |  |  |  |  |  |  |  |
| 2003               | Cinéma                                     | Universal Studios           |  |  |  |  |  |  |  |  |  |  |  |  |  |  |  |  |  |
| 2004 - 2011        | Cinéma                                     | Lionsgate Films             |  |  |  |  |  |  |  |  |  |  |  |  |  |  |  |  |  |
| 2002 - 2024        | Cinéma                                     | Columbia Pictures           |  |  |  |  |  |  |  |  |  |  |  |  |  |  |  |  |  |
| 2018 - Aujourd'hui | Cinéma                                     | Sony Pictures Entertainment |  |  |  |  |  |  |  |  |  |  |  |  |  |  |  |  |  |
|                    |                                            |                             |  |  |  |  |  |  |  |  |  |  |  |  |  |  |  |  |  |
| 2006               | Télévision                                 | New Line Television         |  |  |  |  |  |  |  |  |  |  |  |  |  |  |  |  |  |
| 2013 - 2020        | Télévision                                 | ABC Studios                 |  |  |  |  |  |  |  |  |  |  |  |  |  |  |  |  |  |
| 2017 - 2019        | Télévision                                 | 20th Century Fox Television |  |  |  |  |  |  |  |  |  |  |  |  |  |  |  |  |  |
|                    |                                            |                             |  |  |  |  |  |  |  |  |  |  |  |  |  |  |  |  |  |
| 2015 - 2020        | SVOD (Séries Télévisées)                   | ABC Studios                 |  |  |  |  |  |  |  |  |  |  |  |  |  |  |  |  |  |
| 2025 - Aujourd'hui | SVOD (Séries Télévisées)                   | Sony Pictures Television    |  |  |  |  |  |  |  |  |  |  |  |  |  |  |  |  |  |
|                    |                                            |                             |  |  |  |  |  |  |  |  |  |  |  |  |  |  |  |  |  |
| 2015 - 2016        | Site Web / Application mobile (Web-séries) | Google                      |  |  |  |  |  |  |  |  |  |  |  |  |  |  |  |  |  |
| 2016               | Site Web / Application mobile (Web-séries) | ABC Studios                 |  |  |  |  |  |  |  |  |  |  |  |  |  |  |  |  |  |
| 2019 - 2022        | Site Web / Application mobile (Web-séries) | Sony Pictures Entertainment |  |  |  |  |  |  |  |  |  |  |  |  |  |  |  |  |  |
|                    |                                            |                             |  |  |  |  |  |  |  |  |  |  |  |  |  |  |  |  |  |

## Box-office
| Cycles                                       | Phases              | Films                                              | Budget          | Recettes au box office | Recettes au box office | Nombre d'entrées   | Références |
| Cycles                                       | Phases              | Films                                              | Budget          | États-Unis / Canada    | Monde                  | France             | Références |
| -------------------------------------------- | ------------------- | -------------------------------------------------- | --------------- | ---------------------- | ---------------------- | ------------------ | ---------- |
| Cycle 1 : La Saga de l'Infini (2008 - 2019)  | Phase 1 (2008-2012) | Iron Man (2008)                                    | 140 000 000 $   | 318 604 126 $          | 585 366 247 $          | 2 040 037 entrées  | ,          |
| Cycle 1 : La Saga de l'Infini (2008 - 2019)  | Phase 1 (2008-2012) | L'Incroyable Hulk (2008)                           | 150 000 000 $   | 134 806 913 $          | 264 770 996 $          | 1 022 782 entrées  | ,          |
| Cycle 1 : La Saga de l'Infini (2008 - 2019)  | Phase 1 (2008-2012) | Iron Man 2 (2010)                                  | 200 000 000 $   | 312 433 331 $          | 623 933 331 $          | 2 575 265 entrées  | ,          |
| Cycle 1 : La Saga de l'Infini (2008 - 2019)  | Phase 1 (2008-2012) | Thor (2011)                                        | 150 000 000 $   | 181 030 624 $          | 449 326 618 $          | 1 714 453 entrées  | ,          |
| Cycle 1 : La Saga de l'Infini (2008 - 2019)  | Phase 1 (2008-2012) | Captain America: First Avenger (2011)              | 173 700 000 $   | 176 654 505 $          | 370 569 774 $          | 1 061 166 entrées  | ,          |
| Cycle 1 : La Saga de l'Infini (2008 - 2019)  | Phase 1 (2008-2012) | Avengers (2012)                                    | 220 000 000 $   | 623 357 910 $          | 1 518 812 988 $        | 4 505 704 entrées  | ,          |
| Cycle 1 : La Saga de l'Infini (2008 - 2019)  | Phase 2 (2013-2015) | Iron Man 3 (2013)                                  | 200 000 000 $   | 409 013 994 $          | 1 214 811 252 $        | 4 386 939 entrées  | ,          |
| Cycle 1 : La Saga de l'Infini (2008 - 2019)  | Phase 2 (2013-2015) | Thor : Le Monde des ténèbres (2013)                | 217 100 000 $   | 206 362 140 $          | 644 783 140 $          | 2 353 234 entrées  | ,          |
| Cycle 1 : La Saga de l'Infini (2008 - 2019)  | Phase 2 (2013-2015) | Captain America : Le Soldat de l'hiver (2014)      | 170 000 000 $   | 259 766 572 $          | 714 421 503 $          | 1 922 096 entrées  | ,          |
| Cycle 1 : La Saga de l'Infini (2008 - 2019)  | Phase 2 (2013-2015) | Les Gardiens de la Galaxie (2014)                  | 224 100 000 $   | 333 718 600 $          | 772 776 600 $          | 2 393 763 entrées  | ,          |
| Cycle 1 : La Saga de l'Infini (2008 - 2019)  | Phase 2 (2013-2015) | Avengers : L'Ère d'Ultron (2015)                   | 388 300 000 $   | 459 005 868 $          | 1 402 805 868 $        | 4 331 356 entrées  | ,          |
| Cycle 1 : La Saga de l'Infini (2008 - 2019)  | Phase 2 (2013-2015) | Ant-Man (2015)                                     | 157 700 000 $   | 180 202 163 $          | 519 311 965 $          | 1 762 459 entrées  | ,          |
| Cycle 1 : La Saga de l'Infini (2008 - 2019)  | Phase 3 (2016-2019) | Captain America: Civil War (2016)                  | 250 000 000 $   | 408 084 349 $          | 1 153 296 293 $        | 2 983 655 entrées  | ,          |
| Cycle 1 : La Saga de l'Infini (2008 - 2019)  | Phase 3 (2016-2019) | Doctor Strange (2016)                              | 230 800 000 $   | 232 641 920 $          | 677 718 395 $          | 1 973 652 entrées  | ,          |
| Cycle 1 : La Saga de l'Infini (2008 - 2019)  | Phase 3 (2016-2019) | Les Gardiens de la Galaxie Vol. 2 (2017)           | 200 000 000 $   | 389 813 101 $          | 863 756 051 $          | 3 232 533 entrées  | ,          |
| Cycle 1 : La Saga de l'Infini (2008 - 2019)  | Phase 3 (2016-2019) | Spider-Man: Homecoming (2017)                      | 175 000 000 $   | 334 201 140 $          | 880 166 924 $          | 2 319 962 entrées  | ,          |
| Cycle 1 : La Saga de l'Infini (2008 - 2019)  | Phase 3 (2016-2019) | Thor: Ragnarok (2017)                              | 180 000 000 $   | 315 058 289 $          | 853 977 126 $          | 2 513 412 entrées  | ,          |
| Cycle 1 : La Saga de l'Infini (2008 - 2019)  | Phase 3 (2016-2019) | Black Panther (2018)                               | 200 000 000 $   | 700 059 566 $          | 1 346 913 161 $        | 3 708 125 entrées  | ,          |
| Cycle 1 : La Saga de l'Infini (2008 - 2019)  | Phase 3 (2016-2019) | Avengers: Infinity War (2018)                      | 1 265 000 000 $ | 678 815 482 $          | 2 048 359 754 $        | 5 141 500 entrées  | ,          |
| Cycle 1 : La Saga de l'Infini (2008 - 2019)  | Phase 3 (2016-2019) | Ant-Man et la Guêpe (2018)                         | 162 000 000 $   | 216 648 740 $          | 622 674 139 $          | 1 851 813 entrées  | ,          |
| Cycle 1 : La Saga de l'Infini (2008 - 2019)  | Phase 3 (2016-2019) | Captain Marvel (2019)                              | 150 000 000 $   | 426 829 839 $          | 1 128 274 794 $        | 3 374 568 entrées  | ,          |
| Cycle 1 : La Saga de l'Infini (2008 - 2019)  | Phase 3 (2016-2019) | Avengers: Endgame (2019)                           | 1 265 000 000 $ | 858 373 000 $          | 2 799 439 100 $        | 6 944 909 entrées  | ,          |
| Cycle 1 : La Saga de l'Infini (2008 - 2019)  | Phase 3 (2016-2019) | Spider-Man: Far From Home (2019)                   | 160 000 000 $   | 390 532 085 $          | 1 131 927 996 $        | 3 226 105 entrées  | ,          |
| Cycle 2 : La Saga du Multivers (2021 - 2027) | Phase 4 (2021-2022) | Black Widow (2021)                                 | 286 700 000 $   | 183 651 655 $          | 379 751 655 $          | 1 717 172 entrées  | ,          |
| Cycle 2 : La Saga du Multivers (2021 - 2027) | Phase 4 (2021-2022) | Shang-Chi et la Légende des Dix Anneaux (2021)     | 175 000 000 $   | 224 543 292 $          | 432 243 292 $          | 1 412 388 entrées  | ,          |
| Cycle 2 : La Saga du Multivers (2021 - 2027) | Phase 4 (2021-2022) | Les Éternels (2021)                                | 302 000 000 $   | 164 870 234 $          | 402 064 899 $          | 1 706 150 entrées  | ,          |
| Cycle 2 : La Saga du Multivers (2021 - 2027) | Phase 4 (2021-2022) | Spider-Man: No Way Home (2021)                     | 200 000 000 $   | 814 866 759 $          | 1 922 598 800 $        | 7 405 422 entrées  | [ 133 ]    |
| Cycle 2 : La Saga du Multivers (2021 - 2027) | Phase 4 (2021-2022) | Doctor Strange in the Multiverse of Madness (2022) | 414 900 000 $   | 411 331 607 $          | 955 775 804 $          | 3 391 204 entrées  | ,          |
| Cycle 2 : La Saga du Multivers (2021 - 2027) | Phase 4 (2021-2022) | Thor: Love and Thunder (2022)                      | 250 000 000 $   | 343 256 830 $          | 760 928 081 $          | 2 943 419 entrées  | [ 135 ]    |
| Cycle 2 : La Saga du Multivers (2021 - 2027) | Phase 4 (2021-2022) | Black Panther: Wakanda Forever (2022)              | 250 000 000 $   | 453 829 060 $          | 859 208 836 $          | 3 743 149 entrées  | [ 136 ]    |
| Cycle 2 : La Saga du Multivers (2021 - 2027) | Phase 5 (2023-2025) | Ant-Man et la Guêpe: Quantumania (2023)            | 388 400 000 $   | 214 504 909 $          | 476 071 180 $          | 1 593 210 entrées  | ,          |
| Cycle 2 : La Saga du Multivers (2021 - 2027) | Phase 5 (2023-2025) | Les Gardiens de la Galaxie Vol. 3 (2023)           | 250 000 000 $   | 358 995 815 $          | 845 555 777 $          | 3 436 824 entrées  | [ 140 ]    |
| Cycle 2 : La Saga du Multivers (2021 - 2027) | Phase 5 (2023-2025) | The Marvels (2023)                                 | 277 300 000 $   | 84 500 223 $           | 206 136 825 $          | 771 705 entrées    | ,          |
| Cycle 2 : La Saga du Multivers (2021 - 2027) | Phase 5 (2023-2025) | Deadpool & Wolverine (2024)                        | 200 000 000 $   | 636 661 726 $          | 1 337 506 296 $        | 3 716 702 entrées  | ,          |
| Cycle 2 : La Saga du Multivers (2021 - 2027) | Phase 5 (2023-2025) | Captain America: Brave New World (2025)            | 180 000 000 $   | 199 209 280 $          | 412 968 928 $          | 1 545 074 entrées  | ,          |
| Cycle 2 : La Saga du Multivers (2021 - 2027) | Phase 5 (2023-2025) | Thunderbolts* (2025)                               | 180 000 000 $   | 189 968 166 $          | 382 130 755 $          | 1 112 514 entrées  | ,          |
| Cycle 2 : La Saga du Multivers (2021 - 2027) | Phase 6 (2025-2027) | Les Quatre Fantastiques : Premiers pas (2025)      | 200 000 000 $   | 118 000 000 $          | 218 000 000 $          | 150 752 entrées    | ,          |
| Totaux                                       | Totaux              | Totaux                                             | 8 718 000 000 $ | 12 437 026 367 $       | 31 166 035 460 $       | 99 176 833 entrées |            |

      : indique les films en cours de diffusion.